# Luka Sučić
Luka Sučić (ur. 8 września 2002 w Linzu) – chorwacki piłkarz  występujący na pozycji pomocnika w hiszpańskim klubie Real Sociedad oraz w reprezentacji Chorwacji. Uczestnik Mistrzostw Europy 2024. Został powołany na Mistrzostwa Świata 2022, jednak nie wystąpił w żadnym spotkaniu. Posiada również obywatelstwo austriackie.

## Kariera klubowa
15 lipca 2020 roku Sučić podpisał nowy kontrakt z Red Bull Salzburg, do lata 2024 roku.
W Bundeslidze zadebiutował 13 września 2020 roku w meczu z Wolfsbergerem. 25 listopada 2020 r. zadebiutował w Lidze Mistrzów, zastępując w 71. minucie Dominika Szoboszlaia w przegranym 3-1 meczu z Bayernem Monachium. 10 lutego 2021 r. Sučić strzelił swojego debiutanckiego gola w Bundeslidze, w wygranym 3-1 meczu, z Austrią Wiedeń.
Na początku sezonu 2021/22, Sučić wywalczył miejsce w podstawowym składzie Salzburga. 14 września strzelił swojego pierwszego gola w Lidze Mistrzów w zremisowanym 1-1 spotkaniu z Sevillą.

## Kariera międzynarodowa
Sučić uprawniony jest do reprezentowania reprezentacji zarówno Austrii, Bośni i Hercegowiny jak i Chorwacji. Sam zawodnik wyraźnie oznajmił, że chce bronić barw ostatniego z tych krajów, pomimo zainteresowania ze strony Austriackiego Związku Piłki Nożnej. 9 marca 2021 został powołany do 23-osobowej kadry trenera Igora Bišćana na fazę grupową Mistrzostw Europy U-21 2021. 21 marca z powodu kontuzji został wycofany z kadry i zastąpiony przez Mateja Vuka. Chorwaci na turnieju wyszli z grupy i Sučić został ponownie powołany na mecze fazy pucharowej. Po raz kolejny doznał jednak kontuzji i 25 maja został zastąpiony przez Nevena Đuraska

## Życie osobiste
Sučić urodził się w Linzu w rodzinie bośniackich Chorwatów z Bugojna, którzy uciekli przed wojną w Bośni.